# داش درغة
داش‌ درغة هي قرية في مقاطعة نقدة، إيران. يقدر عدد سكانها بـ 737 نسمة بحسب إحصاء 2016.